# Huguette Tourangeau
Huguette Tourangeau, (Montreal, 12 de agosto de 1938 – 21 de abril de 2018) fue una mezzo-soprano operística canadiense, particularmente asociada con repertorios franceses e italianos.

## Carrera
Huguette Tourangeau se graduó en pedagogía y piano en la Montreal Marguerite-Bourgeoys College, antes de entrar en el Conservatorio de Música de Montreal en 1958, donde fue alumna de Ruzena Herlinger (voz), Otto-Werner Mueller (repertorio) y Roy Royal (declamación). En 1962, fue solista en la obra de Monteverdi Vespro della Beata Vergine en Montreal. Hizo su debut operístico como Mercédès en Carmen, bajo la dirección de Zubin Mehta en 1964 también en Montreal.
En 1964 Tourangeau ganó las audiciones del Metropolitan Opera National Council. Ese mismo año, cantó Cherubino en Las bodas de Fígaro en el Stratford Festival bajo la dirección de Richard Bonynge. En la temporada 1965–66, apareció como Carmen en 55 ciudades por toda Norteamérica con la Metropolitan Opera National Company. En esa época, comenzó su relación con Joan Sutherland y Bonynge, tanto en el escenario como en las grabaciones. Se le pudo ver como Malika en Lakmé; en Londres como Urbain en Les Huguenots; en San Francisco como Elisabetta en Maria Stuarda, Adalgisa en Norma, Parséīs en Esclarmonde, y Príncipe Orlofsky en Die Fledermaus. 
En 1967 y 1968, Tourangeau apareció en la New York City Opera como Carmen.  Hizo su debut en el Metropolitan Opera el 28 de noviembre de 1973 como Nicklausse en Los cuentos de Hoffmann (con Plácido Domingo), y como Dorabella en Così fan tutte (1975–76), Cherubino en La bodas de Fígaro (junto a Justino Díaz y Judith Blegen, 1976) y Parséïs en Esclarmonde (junto a Sutherland, 1976). 
Tourangeau apareció en la película de Christopher Nupen Carmen: the Dream and the Destiny, con documentos grabadas de Carmen en la Ópera Estatal de Hamburgo (dirigida por Regina Resnik) en la que Plácido Domingo hace de Don José a su Carmen. En 1978, fue vista en la función televisada de "Don Giovanni" del Met, como Zerlina, su último papel en ese teatro. Su última actuación en una ópera en Lyon fue en 1980, en "Werther". 
Otros papeles notables fueron la de Bertarido en Rodelinda,en el Holland Festival; Semiramide (como Arsace), Mignon (como Mignon) y El rey de Lahore (como Kaled) en la Vancouver Opera; y La Grande-Duchesse de Gérolstein en la Santa Fe Opera.

## Legado
En 1977, Tourangeau se convirtió en la primera persona en recibir el premio al artista del año del "Consejo Canadiense de Música" y fue nombrada miembro de la Orden de Canadá en julio de 1997. Su esposo, Barry Thompson (fallecido en 2009), fue gerente de la Ópera de Vancouver (1975-1978) y de la Asociación de Ópera de Edmonton.

## Recordings
Tourangeau hizo muchas grabaciones en Decca Records junto a Sutherland: Les Huguenots (1969), Messiah (1970), Rigoletto (1971), Lucia di Lammermoor (1971), Les contes d'Hoffmann (1971), Maria Stuarda (1975), L'oracolo (con Tito Gobbi, 1975), Esclarmonde (1975), El rey de Lahore (con Luis Lima, 1979), y Rodelinda (como Unulfo, 1985). También grabó Thérèse (con Louis Quilico, 1974) y El amor brujo (con la Montreal Symphony Orchestra, 1981) y dos discos recitales: "Arias from Forgotten Operas" (1970) y Massenet (con Bonynge at the piano, 1975).